# فابيو كارفاليو
فابيو كارفاليو (26 أبريل 1978 في البرازيل - ) هو لاعب كرة قدم برازيلي في مركز حراسة المرمى. لعب مع إشتوريل برايا وبورتوغيزا سانتيستا ونادي أمريكا ونادي بيكان ونادي ذوب آهن أصفهان ونادي سبورت ريسيفه ونادي ماتارو وAmérica Futebol Clube (Vitória) ‏ وShahrdari Arak F.C. ‏ ونادي مس رفسنجان ونادي إيران جوان ‏.

## وصلات خارجية
- فابيو كارفاليو على موقع قاعدة بيانات كرة القدم.إي يو (الإنجليزية)
- فابيو كارفاليو على موقع Soccerway.com (الإنجليزية)